# George and Tammy and Tina
Albums de George Jones & Tammy Wynette
The Grand Tour
(1973) Memories of Us
(1975)
George and Tammy and Tina est un album par les artistes américains de musique country George Jones et Tammy Wynette. La "Tina" mentionnée dans le titre est Tina Byrd, la fille de Tammy Wynette, alors âgée de huit ans (et que Jones a adopté en même temps que ses sœurs Gwen et Jackie peu après la naissance de sa fille biologique avec Tammy, Georgette) qui chante également sur l'album. Cet album est sorti en 1975 sur le label Epic Records.

## Liste des pistes
| No  | Titre                          | Durée |
| --- | ------------------------------ | ----- |
| 1.  | We Loved It Away               |       |
| 2.  | Ain't Love Be Good             |       |
| 3.  | We're Putting It Back Together |       |
| 4.  | It                             |       |
| 5.  | Telephone Call                 |       |
| 6.  | God's Gonna Get'cha (For That) |       |
| 7.  | Number One                     |       |
| 8.  | Closer Than Ever               |       |
| 9.  | Those Were the Good Times      |       |
| 10. | No Charge                      |       |

## Positions dans les charts
Album – Billboard (Amérique du nord)
| Année | Chart          | Position |
| ----- | -------------- | -------- |
| 1975  | Albums country | 37       |